# Meu Amigo Bussunda
Meu Amigo Bussunda é uma minissérie documental dirigida por Cláudio Manoel, Micael Langer e Júlia Besserman, lançada em 16 de junho de 2021 na plataforma de streaming Globoplay. A série é uma homenagem promovida pelo amigo e colega de Casseta & Planeta, Cláudio Manoel para o humorista carioca Bussunda.

## Enredo
A série retrata por meio de entrevistas e imagens de arquivo, a memória do humorista Bussunda, morto no ano de 2006, em meio a Copa do Mundo FIFA de 2006. Mostra-se o início da vida de Bussunda, nascido no Rio de Janeiro, em uma família de imigrantes de classe-média e militantes comunistas até sua entrada na Escola de Comunicação da Universidade Federal do Rio de Janeiro, sua militância pelo Partido Comunista Brasileiro (PCB) e o ingresso no grupo Casseta & Planeta e a ascensão dos humoristas no grupo Globo.
Na elaboração do documentário, a direção conta com o ator Cláudio Manoel e o cineasta Micael Langer. Ainda na direção, marca-se a estreia de Júlia Besserman, filha de Bussunda na coordenação das filmagens.

## Episódios
| Nº | Título                      | Enrendo | Ref.        |
| -- | --------------------------- | --- | ----------- |
| 1  | Fama De Famoso [1962-1989]  | O primeiro episódio remonta os primeiros anos da vida de Bussunda, a criação em acampamentos da comunidade judaica carioca - onde conheceu amigos como a atriz Débora Bloch e a coreógrafa Deborah Colker - além dos anos na escola, sua imersão na militância pelo comunismo e os primeiros contatos com o álcool e drogas. | [ 7 ]       |
| 2  | Ih, Ó O Cara Aí [1989-1998] | Dando sequência a vida de Bussunda, no segundo episódio a entrada de Bussunda na Universidade Federal do Rio de Janeiro (UFRJ) e o processo de formação com os alunos do curso de Engenharia de produção da universidade que formaram o grupo Casseta & Planeta. Mostra-se também o início da relação com sua esposa, Angélica Nascimento. | [ 8 ] [ 9 ] |
| 3  | Fala Sério [1998-2006]      | No terceiro episódio da série, mostra-se a consolidação do grupo Casseta & Planeta no grupo Globo e na programação da televisão brasileira e o impacto que o grupo causou na sociedade brasileira, na música, no cinema, nas livrarias. Contempla-se ainda imitações notórias do humorista como a do presidente Lula (PT), Ronaldo e Diego Maradona. A morte de Bussunda ainda é registrada pelos membros, amigos e profissionais da emissora que estiveram presentes no infarto do humorista na Alemanha. | [ 10 ]      |
| 4  | Meu pai Bussunda            | O quarto e último episódio da série exibe Júlia Vianna, filha de Bussunda trazendo as lembranças do pai conversando com sua mãe, amigos e parentes - além de humoristas - para saber mais sobre Bussunda e seu legado para cultura cômica brasileira. | [ 11 ]      |

## Elenco
Participam das entrevistas diversos membros do grupo humorístico Casseta & Planeta, Beto Silva, Hélio de la Peña, Marcelo Madureira, Cláudio Manoel, Hubert Aranha e Maria Paula. São entrevistados ainda familiares de Bussunda, como seus irmãos Sérgio Besserman Vianna e Marcos Besserman Vianna, além da esposa, Angélica Nascimento.
Para além do grupo e de sua família diversas personalidades são entrevistadas pela minissérie como Patrícia Kogut, Mauricio Stycer, Danilo Gentili, Fábio Porchat, Zico, Vera Fischer, Marisa Orth, Léo Gandelman, Giovanna Gold e Noêmia Oliveira.

## Estreia
A série estreou no dia 16 de julho de 2021 pelo serviço de streaming Globoplay.

## Recepção

### Crítica
O jornalista Eduardo Pereira, escreveu para o site Omelete, que a série conseguiu "capturar qualquer trajetória de vida em um registro audiovisual, que faça sentido e ainda consiga sintetizar a complexidade dela em poucas horas."  Pereira deu nota quatro de cinco em sua crítica, classificando o projeto como ótimo. Participante das entrevistas da minissérie, a jornalista Patrícia Kogut em sua coluna no jornal carioca O Globo, tratou a série como 'o retrato de uma geração' e anotou que "Para rir (e derramar lágrimas furtivas), Meu Amigo Bussunda é simplesmente imperdível."
Na imprensa paulista, Ivan Finotti assinou a crítica do jornal Folha de S.Paulo, disse que a série "é feita sob medida pra emocionar os fãs de Bussunda" e deu quatro estrelas de cinco disponíveis, classificando a série como ótima. Em Minas Gerais, o jornal Estado de Minas, publicou a crítica de Mariana Peixoto, que elogiou a série e a classificou como "uma série muito afetiva".